# لبان علیا
لبان علیا، روستایی از توابع بخش سیلاخور شهرستان دورود در استان لرستان ایران است
از طوایف این روستا می توان به طوایف پاپی,صوفیوند,رازانی و...اشاره کرد

## جمعیت
این روستا در دهستان سیلاخور قرار دارد و براساس سرشماری مرکز آمار ایران در سال ۱۳۸۵، جمعیت آن ۳۰۸ نفر (۷۳خانوار) بوده‌است.